# Дубовка (Шумерлинський район)
Ду́бовка (рос. Дубовка, чув. Дубовка) — селище у складі Шумерлинського району Чувашії, Росія. Входить до складу Великоалгашинського сільського поселення.
Населення — 73 особи (2010; 109 у 2002).
Національний склад:
- росіяни — 86 %